# Mouvement social de 2017 en Guyane
Le mouvement social de 2017 en Guyane débute le 20 mars 2017 à Kourou et se généralise sur tout le territoire guyanais dans les jours suivants. Son origine est liée à l'insécurité et au manque d'infrastructures dont se disent victimes les habitants de ce département français d'outre-mer. Il a provoqué le report de tir d'un lanceur Ariane ainsi que du retard dans l'arrivée de plusieurs satellites au Centre spatial guyanais. La situation se débloque par l'accord de Guyane, signé le 21 avril et par lequel le gouvernement Cazeneuve finit par débloquer plus d'un milliard d'euros pour financer des projets visant notamment à améliorer les soins, la sécurité, l'économie et le fonctionnement de la justice dans le département.

## Déroulement

### Contexte
Originellement peu peuplé, cette région a connu une forte explosion démographique depuis la fin du XXe siècle (notamment à la suite de l'ouverture du centre spatial de Kourou), avec une immigration notable en provenance du Brésil, du Suriname et d'Haïti. Elle connaît alors des difficultés à gérer des tensions inter-communautaires, une crise économique, et une augmentation de l'insécurité.
En 2016, le territoire observe 42 homicides pour 252 000 habitants, tandis qu'entre 2014 et 2016, le nombre annuel de vols avec violence est passé de 1 694 à 2 338. La commune la plus touchée par l’insécurité, Cayenne, chef-lieu du département, a enregistré en 2016 une moyenne de 140 faits de délinquance pour 1 000 habitants. Dans le même temps, les effectifs de la compagnie départementale d’intervention du commissariat diminuaient, passant de 66 à 45 policiers en deux ans. Entre promesses non tenues et moyens indigents, la sécurité est en dérive : pas de nouveau commissariat malgré des engagements de Nicolas Sarkozy, 15 policiers de plus au lieu des 60 promis par Bernard Cazeneuve, pas de brigade fluviale ou de radar sur les fleuves frontières, des locaux de justice obsolètes. Seule une antenne de répression des trafics a été créée avec 9 policiers, alors que le nombre d'interpellations de trafiquants de drogue est en augmentation (183 interpellations e du Surinam en 2014 pour 371 en 2016).

### Grève
La grève commence dans la ville de Kourou, le 20 mars 2017, initiée par le collectif des Toukans, celui des « 500 frères », et des syndicalistes de l'Union des travailleurs guyanais (UTG) au sein de l'entreprise EDF. Ils mettent en place des blocages, initialement pour protester contre la vente à un opérateur privé du Centre médico-chirurgical de Kourou (CMCK) géré par la Croix-Rouge, mais aussi pour attirer l'attention sur les problématiques d'insécurité, d'orpaillage illégal et d'immigration clandestine incontrôlée.
Alors que 250 000 personnes vivent dans ce territoire, la préfecture a comptabilisé mardi midi (17H00 heure de Paris) respectivement entre 8 000 et 10 000 participants à Cayenne et entre 3.500 et 4.000 à Saint-Laurent-du-Maroni, les deux plus grandes villes guyanaises.
Les protestations s'étendent à l’agglomération de Cayenne, chef-lieu de la collectivité territoriale unique française de Guyane, puis à Saint-Laurent du Maroni, dans l’ouest, et enfin dans les communes isolées dans l’intérieur des terres, à Maripasoula et Papaichton.
Les blocages par des barrages routiers filtrants puis la grève générale entraînent l'annulation de plusieurs vols entre Paris et l'aéroport international Félix Éboué, le report d'un tir de lanceur Ariane 5 transportant le satellite brésilien SGDC et le satellite coréen Koreasat-7,,, mais aussi la fermeture des écoles, de l'université, du port de commerce, des administrations et de certains commerces à partir du jeudi 23 mars 2017, ainsi qu'une ruée de la population vers les biens de première nécessité et les stations-services. Des situations de rackets à certains barrages voire d'agressions sont recensées.
Le 25 mars, plusieurs leaders locaux appellent à prolonger la grève générale depuis Kourou malgré l'envoi d'une mission interministérielle.
Le 28 mars, qualifié de « journée morte », rassemble des milliers de grévistes bloquant le département. Le ministre de l’Intérieur Matthias Fekl et le ministre des Outre-mer Ericka Bareigts arrivent sur place le 29 mars. Le ministre de l'Intérieur rentre en métropole le 1er avril, alors que certains membres indépendantistes de l'Union des travailleurs guyanais (UTG), la principale centrale syndicale du département, réclament un « nouveau statut » pour la Guyane, malgré l'opposition de la population lors d'un référendum ayant eu lieu en 2010, et alors que cette demande ne faisait pas partie des revendications initiales,.
Le 3 avril 2017, le satellite Eutelsat nommé Eutelsat-172b quitte la Guyane pour revenir dans les ateliers Airbus situés proches de Toulouse. Par ailleurs, le lancement du satellite ViaSat, d'une valeur de 625 millions de dollars, et initialement prévu en date du 25 avril, est reporté. Le 4 avril 2017, un nouveau rassemblement se tient à Kourou, avec environ 2 fois moins de participants que lors de la première manifestation à Cayenne et au cours de laquelle le maire de Saint-Laurent-du-Maroni Léon Bertrand s'exprime devant les manifestants.
Le 6 avril, alors que le mouvement s’essouffle, plusieurs voix s'élèvent parmi les élus pour appeler à la fin des barrages et celle du Medef qui appelle à la sauvegarde de l'économie, durement affectée par la grève. La maire de Cayenne Marie-Laure Phinéra-Horth appelle à son tour à « arrêter la crise » alors que certains membres appellent à « durcir » le mouvement et demandent 2,1 milliards d'euros en plus de ceux promis par le gouvernement Cazeneuve.
Dès le 7 avril, de nombreuses entreprises ont recours au chômage partiel de leurs employés. Le jour même, des membres du collectif Pou Lagwiyann dékolé se regroupent devant la préfecture et tentent de forcer la porte du bâtiment, en présence du collectif des 500 Frères. Les policiers ont fait usage de bombes lacrymogènes. Le commissaire Terry, numéro 2 du commissariat de Cayenne, est agressé par des manifestants. Il perd connaissance pendant un quart d'heure et est transporté en urgence vers l'hôpital de Cayenne. Le lendemain, le commissaire Joël Terry recevait sur le seuil de sa chambre d'hôpital la visite de représentants du mouvement des 500 frères.
Le 14 avril, le collectif ouvre les barrages « jusqu'à nouvel ordre » ceci, pour permettre la circulation lors du week-end pascal. Il précise que les barrages sont seulement ouverts, et non levés, la mobilisation continuant par conséquent. Quelques-uns cependant, comme celui du centre spatial guyanais à Kourou, restent fermés, car jugés stratégiques. Le collectif a également rejeté l'idée d'envoyer une délégation rencontrer le président François Hollande, estimant que ce dernier ne s'est pas intéressé à eux depuis le début du mouvement.

## Revendications
Les revendications principales de ce mouvement sont multiples et principalement axées sur la lutte contre l'insécurité, l'amélioration des services de santé, la lutte contre l'orpaillage illégal et l'immigration incontrôlée.
Les grévistes d’EDF réclament des recrutements et des investissements pour améliorer les infrastructures électriques.
Le 1er avril 2017, le collectif « Pou La Gwiyann dékolé » réclamait l'établissement d'un statut particulier pour la Guyane octroyant à cette dernière une plus large autonomie vis-à-vis de la métropole.

## Accord
Cinq semaines après le début du mouvement, et à la veille du premier tour de l’élection présidentielle, un accord est signé vendredi 21 avril par le collectif, les quatre parlementaires guyanais, les présidents de la collectivité territoriale de Guyane (CTG) et de l’association des maires et par le préfet représentant le Gouvernement. Il acte « des mesures qui serviront d’amorçage pour le développement du territoire sur des bases nouvelles (…) et qui repositionneront la Guyane sur une trajectoire d’égalité réelle avec le reste du territoire national (…). Les réponses apportées par l’État [n’ayant] jamais été à la hauteur des difficultés singulières et réelles que la Guyane connaît ». Confirmant le plan d’urgence adopté par le Conseil des ministres le 5 avril à hauteur de 1 086 millions d’euros, dont 250 pour construire cinq lycées et dix collèges en cinq ans, 300 pour une route à quatre voies et le doublement d’un pont, 212 en faveur de la CTG, la construction d’une cité judiciaire à Cayenne et une prison à Saint-Laurent-du-Maroni, des renforts de policiers et gendarmes. D'un montant cumulé de 3 milliards d’euros, les mesures prévoient aussi la rétrocession de 250 000 hectares de foncier à la CTG et aux communes.

## Réactions

### Réactions nationales et internationales
Le mouvement ayant lieu pendant la campagne en vue de l'élection présidentielle française de 2017, il entraîne la réaction des principaux dirigeants politiques, notamment celle du Premier ministre Bernard Cazeneuve. Les candidats aussi s'expriment. Par exemple, François Fillon met en cause la politique du président François Hollande, alors que Marine Le Pen s'en prend au « raz-de-marée de l'immigration illégale ».
Les États-Unis déconseillent à leurs ressortissants de se rendre en Guyane dès le 24 mars en raison de « larges manifestations de part et d'autre » du territoire.

### Suites
Le 26 octobre 2017, le Président de la République Emmanuel Macron est en visite officielle en Guyane pour répondre au Guyanais qui attendent la mise en œuvre des Accords de Guyane, mais il refuse de rencontrer les signataires et ne donne pas suite aux promesses de l'accord.

## Protagonistes du mouvement
Outre les milliers de personnes qui se sont mobilisées quotidiennement, plusieurs personnalités représentantes de collectifs sont apparues au fur et à mesure, et ont diversement incarné le mouvement au cours de la crise. Parmi les "meneurs" ou porte-paroles souvent cités dans les médias, citons :
- Mikaël Mancée[35], officier de police judiciaire[36] en dispo, de tendance indépendantiste[37]
- et Olivier Goudet, Président de Trop violans (ex-syndicaliste UTG)[38], meneurs du mouvement des hommes cagoulés des 500 frères[39],
- Manuel Jean-Baptiste, membre du collectif Pou La Gwiyann dékolé (Pour que la Guyane décolle), qui regroupe l’ensemble des mouvements protestataires[40],
- Bertrand Moukin, porte-parole pour l'organisation des barrages, mis en cause dans une affaire d'escroquerie aux faux papiers[41],
- Gauthier Horth, membre de l'Assemblée de Guyane, président de la fédération des opérateurs miniers, mis en examen pour orpaillage illégal et travail dissimulé[réf. nécessaire], jugé coupable d'orpaillage illégal et de blanchiment (https://www.guyaweb.com/activite-miniere-2/gauthier-horth-juge-coupable-dorpaillage-illegal-et-de-blanchiment-condamne-a-18-mois-de-prison-avec-sursis-et-15-000-euros-damende/)
- Davy Rimane, syndicaliste UTG chez EDF Guyane[27], candidat aux élections législatives représentant la tendance indépendantiste, opposé au candidat LREM Lénaïck Adam.
- Dominique Mangal, président de l'Union guyanaise des transporteurs routiers, condamné à deux ans de prison dans l'affaire de la mort du jeune Hendy Demaison[42]
- José Mariéma, responsable du barrage du Centre Spatial Guyanais de Kourou[43], condamné pour arnaque aux faux papiers[44].